# Набережная Иосифа Кобзона
На́бережная Ио́сифа Кобзо́на — набережная Москвы на левом берегу Москвы-реки в районе Хорошёво-Мнёвники Северо-Западного административного округа.

## Название
Наименование набережная Иосифа Кобзона было присвоено 15 сентября 2020 года ранее безымянному небольшому техническому проезду вдоль Москвы-реки. Решение о переименовании было принято городской межведомственной комиссией по наименованию территориальных единиц в рамках исполнения решения президента России и поручения мэра Москвы об увековечении памяти Иосифа Кобзона в топонимике Москвы.

## Описание
Набережная проходит вдоль Москвы-реки до пересечения улицы Паршина и Набережной Новикова-Прибоя.

## Транспорт
597:  Сокол — Набережная Новикова-Прибоя